# Битва при Маатен-ас-Сарра
Битва при Маатен-ас-Сарра — боевое столкновение между вооруженными силами Чада и Ливии 5 сентября 1987 года в ходе так называемой Войны «Тойот». Битва состоялась в ходе осуществленного чадскими вооруженными силами неожиданного нападения на ливийскую авиабазу Маатен-ас-Сарра с целью устранить угрозу со стороны ливийских ВВС во время планируемого наступления на Полосу Аузу. Ранее, в августе того же года, чадские войска уже захватывали город Аузу, но после тяжелой бомбардировки были вскоре оттуда выбиты. Рейд на Маатен-ас-Сарра был первым (и последним) вторжением чадских сил на территорию Ливии на протяжении всего ливийско-чадского конфликта (1978–1987). Приступ завершился полным успехом чадцев и сыграл решающую роль в установлении 11 сентября режима прекращения огня между враждующими сторонами, после чего конфликт был наконец разрешен дипломатическим путем.

## Предпосылки
Начиная с 1983 ливийские вооруженные поддерживали на территории северного Чада силы Переходного правительства национального единства (Gouvernement d'Union Nationale de Transition, GUNT), которые вели борьбу с центральном правительством страны, возглавляемым Хиссеном Хабре. Благодаря военному вмешательству Франции продвижение ливийцев и сил GUNT было ограничено 16-й параллелью (так называемая Красная Линия); страна была фактически разделена пополам между силами GUNT и Хабре, и такая ситуация сохранялась до 1986 года, когда большинство составляющих фракций GUNT восстали против своих ливийских патронов. Возможностью мгновенно воспользовался Хабре, который в декабре приказал своим войскам атаковать ливийские позиции в северном Чаде. После разгрома чадскими вооруженными силами под командованием Хассана Джамуса ливийских гарнизонов в Фаде, Бир-Коре и Уади-Дум ливийцы были вынуждены отойти на север и сконцентрироваться вокруг своих баз в Полосе Аузу.
Несмотря на просьбу Франции ограничить масштабы чадского наступления Хабре не остановился на изгнании ливийцев с севера страны и перенес боевые действия на территорию Полосы Аузу. 8 августа отряды Хабре захватили город Аузу, однако 28 августа были оттуда выбиты, частично из-за того, что Франция отказалась предоставлять авиационное прикрытие чадским операциям на территории Полосы.

## Рейд на Маатен-ас-Сарра
Накануне ливийского контрнаступления в Аузу Хассан Джамус по приказу Хабре отвел наиболее боеспособные отряды ветеранов в тыл для отдыха и перегруппировки перед решающей операцией за контроль над всей Полосой Аузу. Поскольку главную роль в этом поражении сыграли удары ливийской фронтовой авиации, которым чадцы в отсутствие французского прикрытия не имели возможности что-либо противопоставить, Хабре пришел к выводу, что для успеха дальнейших военных действий нужно лишить ливийцев возможности провести оперативные авиаудары. Для достижения этой цели Хабре приказал Джамусу с 2000 бойцов уничтожить Маатен-ас-Сарра, основную ливийскую авиабазу на юге страны, в 100 км от ливийско-чадской границы. Возможно, что к этому шагу Хабре также подтолкнуло заявление французского президента Франсуа Миттерана о том, что начиная с 3 сентября Франция считает Красную Линию устаревшей и операции французских войск в Чаде больше не ограничиваются территорией к югу от нее.
Приготовление чадских войск были восприняты как подготовка к повторному захвату Аузу; однако вместо этого войска Хабре, получив от Соединенных Штатов данные спутниковой разведки, 5 сентября атаковали Маатен-ас-Сарра. Эта атака стала полной неожиданностью не только для ливийского персонала авиабазы, но и для французского правительства, распространение боевых действий на ливийскую территорию считал совершенно нежелательным. Отряды Джамуса тайно подошли к базе, передвигаясь вдоль сухих русел-вади, избегая разоблачения; им удалось воспользоваться недостатками в ливийской системе охраны и патрулирования, сконцентрироваться в непосредственной близости от авиабазы и ударить всеми силами, застав ливийцев врасплох. Часть чадских войск продвинулась вглубь ливийской территории и атаковала базу с севера; во время штурма ливийский гарнизон принял их за свои подкрепления и открыл огонь слишком поздно.
Несмотря на 2500 человек гарнизона, танковую бригаду и прочные укрепления, чадские войска благодаря внезапности своей атаки быстро подавили ливийское сопротивление и захватили авиабазу, выявив профессиональную некомпетентность ливийских вооруженных сил. Нападающие понесли лишь незначительные потери, тогда как ливийский гарнизон был полностью разгромлен: ливийцы потеряли 1713 человек убитыми и 300 пленными, остальные рассеялись по близлежащей пустыне. Чадцы уничтожили всю боевую технику и оборудование, которое не могли увезти с собой: 70 танков, 30 боевых машин пехоты, 8 радарных установок, антирадарную установку, зенитно-ракетные комплексы и 26 самолетов, среди которых три Миг-23, один Миг-24 и четыре «Миража», а также привели в полную непригодность обе взлетно-посадочные полосы. 6 сентября, двигаясь с выключенными фарами при свете луны, чадские войска вернулись к территории Чада. Правительство страны объявило, что эта битва «должна быть записана золотыми буквами в книге самых славных военных побед».

## Реакция и последствия
Первой реакцией Каддафи были обвинения Франции в поражении. Через несколько дней после рейда на Маатен-ас-Сарру два ливийских бомбардировщика Ту-22 совершили налет на столицу Чада Нджамену, а два других — на город Абеше. Эти акции закончились неудачей; один из самолетов, атаковавших Нджамену, был сбит зенитной ракетой, а второй был вынужден вернуться обратно, не сбросив бомбы. В ответ на сбитие своего самолета Ливия осудила нападение на Маатен-ас-Сарру как «совместную американо-французскую военную акцию», заявив, что Франция и Соединенные Штаты «стоят за агрессией против Ливии».
США не скрывали своей удовлетворенности ливийской поражением и выражали надежду, что неудачи Каддафи в войне с Чадом приведут в Ливии к народному восстанию против него. Однако Франция относилась к событию значительно иначе, выразив «глубокое разочарование» эскалацией конфликта. Победа под Маатен-ас-Саррой была воспринята французским руководством как начало масштабного чадского вторжения в Ливию, чего Франция не могла допустить; 11 сентября под давлением со стороны Франсуа Миттерана Хабре согласился на прекращение огня с ливийцами, которое Каддафи принял, несмотря на деморализованный состояние своей армии и неблагоприятные международные обстоятельства. Соглашение о прекращении огня, несмотря на многочисленные нарушения, продолжалась, и впоследствии ливийско-чадский конфликт был окончательно разрешен дипломатическим путем.